# Exumer
Exumer es una banda alemana de thrash metal originaria de Fráncfort del Meno, Alemania.
La banda se formó en 1984, cuando el bajista y vocalista Mem Von Stein, en un concierto de Slayer, conoció al guitarrista Ray Mensch. Querían iniciar una verdadera banda de thrash metal y en ese mismo año se formó la banda bajo el nombre de Tártaros, que después cambiaría a Exumer.
La banda ha lanzado 2 demos y 6 discos completos, a pesar de no ser una banda muy popular, Exumer ha grabado un thrash de muy alta calidad, al ser considerados 2 de sus discos dentro del ámbito thrasher como verdaderos referentes del género.

## Filosofía de la banda
Desde sus inicios en la Alemania de los 80, los miembros fundadores originales, Mem V. Stein y Ray Mensh, siempre han priorizado la longevidad sobre una alineación rotativa, por lo que se espera que la formación actual perdure con el legado de la banda más allá de la década de 2020.
La filosofía de la banda de presentar un sonido contemporáneo, con raíces en el thrash metal de los 80, ha consolidado a Exumer en la misma liga que otros grupos alemanes de thrash de su generación, como Kreator, Sodom o Destruction.
Siempre atentos a la vanguardia, los discos de Exumer de la década del 2000 capturan temáticamente los problemas de la época. Ya sean corrientes políticas globales subyacentes como "The Raging Tides" de 2016, o su último álbum de estudio, "Hostile Defiance", donde la banda logró tocar la fibra sensible con el concepto lírico que gira en torno a las enfermedades mentales y sus implicaciones sociales.
Alineción de la banda:
- Voz: Mem Von Stein (1985–1986, 2001, 2008–presente).
- Guitarra: Ray Mensh (1985–1989, 2008–presente).
- Bajo: Alex Voss
- Baterría: Jerome Reil

Integrantes anteriores: 
- Guitarra: Bernie Siedler (1985)
- Bateria: Syke Bornetto (1985)
- Bajo: T. Schivago (2009)
- Batería: Mattias Kassner (2010)
- Guitarra: Marc B. (2013)

## Evolución y giras
En el año 2012 Exumer anunció su nuevo álbum Fire & Damnation, su primer álbum después de 25 años, el cual fue lanzado a la venta el 6 de abril por la discográfica Metal Blade Records, el álbum incluye una re grabación de su canción Fallen Angel, después de su lanzamiento tuvo éxito y buenas críticas. 
En el año 2013 la banda realizó su gira, 'South and North American Offensive 2013, The Return of the German Thrash Cult'  comenzando en el Teatro Metropol de Bogotá el 8 de septiembre, continuando a las ciudades de Pereira, Colombia; Lima, Perú; Cochabamba, Bolivia; culminando su gira en Nueva York, Estados Unidos el 21 de septiembre de ese mismo año.
En noviembre del año 2014 tocaron de nuevo en Pereira, Colombia en el festival internacional Convivencia Rock, y al día siguiente en Soacha, en el festival Sua Rock Varón del Sol 2014. 
En el año 2016 Exumer anunció su cuarto álbum The Raging Tides, el cual fue lanzado a la venta el 29 de enero. 
Hostile Defiance, es el quinto álbum de Exumer con 42 minutos de thrash metal al estilo de la banda. Fue puesto a la venta el 5 de abril del 2019.
«Queríamos progresar musicalmente, incorporando más elementos melódicos en la música así como una variedad más rítmica», afirma el vocalista Mem Von Stein.

## Discografía[5]
| Fecha de lanzamiento | Album                                   | Contenido |
| -------------------- | --------------------------------------- | --- |
| 8 de noviembre, 1986 | Possessed By Fire                       | 1. Possessed By Fire 05:00 2. Destructive Solution 03:49 3. Fallen Saint 04:03 4. A Mortal In Black 04:07 5. Sorrows Of The Judgement 03:12 6. Xiron Darkstar 03:13 7. Reign Of Sadness 03:43 8. Journey To Oblivion 04:21 9. Silent Death 05:06                                                                                                 |
| 21 de julio, 1987    | Rising From The Sea                     | 1. Winds Of Death 04:24 2. Rising From The Sea 05:27 3. Decimation 02:43 4. The First Supper 04:52 5. Unearthed 05:13 6. Shadows Of The Past 04:27 7. Are You Deaf 02:08 8. I Dare You 03:46 9. Ascension Day 03:11 |
| 10 de abril, 2012    | Fire And Damnation                      | 1. Fire & Damnation 03:16 2. Vermin of the Sky 03:16 3. The Weakest Limb 03:50 4. A New Morality 03:07 5. Waking the Fire 03:13 6. Fallen Saint 03:54 7. Crushing Point 03:01 8. Devil Chaser 02:42 9. I Dare You 03:40 10. Tribal Furies 03:27                                                                                                  |
| 27 de marzo, 2015    | Fire Before Possession - The lost tapes | 1. Possessed By Fire 04:19 2. Journey To Oblivion 04:25 3. Reign Of Sadness 04:21 4. Xiron Darkstar 03:17 5. Fallen Saint 04:15 6. Destructive Solution 03:41 7. A Mortal In Black 04:35 8. Silent Death 05:29 |
| 29 de enero, 2016    | The Raging Tides                        | 1. The Raging Tides 04:08 2. Brand of Evil 03:48 3. Catatonic 03:29 4. Sacred Defense 03:17 5. Welcome to Hellfire 03:16 6. Sinister Souls 03:27 7. Shadow Walker 04:19 8. There Will Always Be Blood 03:26 9. Dark Reflections 03:13 10. Death Factory 02:57 11. Forever My Queen (Bonus Track) 02:19 12. Hostage to Heaven (Bonus Track) 04:08 |
| 5 de abril, 2019     | Hostile Defiance                        | 1. Hostile Defiance 03:40 2. Raptor 04:37 3. Carnage Rider 03:46 4. Dust Eater 03:23 5. King’s End 03:21 6. Descent 04:07 7. Trapper 03:31 8. The Order of Shadows 04:06 9. Vertical Violence 03:37 10. Splinter 02:57 11. He’s a Woman – She’s a Man (Bonus Track) 02:59 12. Supposed to Rot (Bonus Track)                                      |

### Demos
| Fecha de Lanzamiento | Demo              | Contenido                                                                            |
| -------------------- | ----------------- | ------------------------------------------------------------------------------------ |
| 1985                 | A Mortal In Black | 1. Mortal In Black (Demo) 04:27 2. Scanners (Demo) 03:40 3. Silent Death (Demo 05:45 |
| 1989                 | Whips & Chains    | 1. Whips & Chains 2. Lil Ol' Me 3. Time Out.                                         |
| 2009                 | Walking the Fire  | 1. Walking the Fire                                                                  |